# Liens d'amour et de sang
Pour les articles homonymes, voir Beatrice Cenci (homonymie).
Cet article possède un paronyme, voir Liens de sang.
Pour plus de détails, voir Fiche technique et Distribution.
Liens d'amour et de sang (titre original : Beatrice Cenci) est un film italien réalisé par Lucio Fulci, sorti en 1969.
Il est inspiré de la vie tragique de Beatrice Cenci (1577-1599) ainsi que de l'ouvrage Chroniques italiennes (1836-1839) de Stendhal.

## Synopsis
Italie, 1595. Lors de l'Inquisition, Francesco Cenci, noble romain et seigneur sanguinaire, terrorise sa famille et les citoyens. Débauché et sadique, il entretient des relations incestueuses avec sa fille Beatrice qu'il séquestre dans son donjon. Lorsqu'elle apprend qu'il a violé sa propre fille, sa femme Lucrezia et ses enfants décident de l'assassiner. Aidés d'Olimpo, l'amant et serviteur de Beatrice, et d'un brigand, ils le tuent et font passer son meurtre pour un accident. Mais tous les protagonistes du meurtre sont aspirés dans une spirale infernale lorsqu'une enquête est ouverte et qu'ils se retrouvent dans les geôles du Vatican...

## Fiche technique
Sauf indication contraire, les informations mentionnées dans cette section peuvent être confirmées par la base de données cinématographiques IMDb,  présente dans la section « Liens externes ».
- Titre : Liens d'amour et de sang
- Titre original : Beatrice Cenci
- Réalisation : Lucio Fulci
- Scénario : Lucio Fulci et Roberto Gianviti
- Production : Giorgio Agliani
- Société de production : Filmena
- Musique : Angelo Francesco Lavagnino et Silvano Spadaccino
- Photographie : Erico Menczer
- Montage : Antonietta Zita
- Décors : Umberto Turco
- Costumes : Mario Giorsi
- Pays d'origine : Italie
- Format : Couleurs - 1,77:1 - Mono - 35 mm
- Genre : Drame
- Durée : 89 minutes
- Date de sortie : 14 novembre 1969 (Italie)

Film interdit aux moins de 16 ans

## Distribution
- Tomás Milián : Olimpo Calvetti
- Adrienne Larussa : Beatrice Cenci
- Georges Wilson : Francesco Cenci
- Mavie Bardanzellu : Lucrezia, la belle-mère de Beatrice
- Antonio Casagrande : Don Giacomo Cenci
- Ignazio Spalla : Catalano
- Max Steffen Zacharias : Prospero Fadinacco
- Raymond Pellegrin : Cardinal Lanciani
- Massimo Sarchielli : Gasparro
- Mirko Ellis : 3e Excellence
- John Bartha : 2e Excellence
- Umberto D'Orsi : l'inspecteur

## Autour du film
- Liens d'amour et de sang est basé sur un fait divers survenu en Italie durant la Renaissance en 1595. Malgré les injonctions du peuple, le Pape Clément VIII refusa la grâce aux membres de la famille Cenci. Ce fait divers connut bien des adaptations cinématographiques, dont Le Château des amants maudits, réalisé par Riccardo Freda en 1956.
- Première collaboration entre Tomás Milián et Lucio Fulci, les deux hommes retravailleront ensemble sur La longue nuit de l'exorcisme (1972) et Les Quatre de l'apocalypse (1975).
- Lucio Fulci s'investit beaucoup dans ce film, qu'il regardera comme un des sommets de sa carrière. Son échec public et critique va beaucoup le marquer, d'autant que sa femme se suicide pour échapper à un cancer dans le même temps[2].